# Crisi de l'Esplanada de les Mesquites
El Conflicte d'al-Aqsa és el conjunt de disputes i enfrontaments entre palestins i les Forces de Seguretat d'Israel (conegudes com a IDF, per les seves sigles en anglès) arran de les mesures de seguretat imposades, la col·locació de detectors de metalls, a les entrades del recinte de la Mesquita d'Al-Aqsa durant el mes de juliol de 2017. Els enfrontaments causaren la mort d'onze persones.

## Antecendents
El 14 de juliol de 2017, tres homes van obrir foc contra oficials drusos israelians estacionats a prop de la Porta dels Lleons a la sortida del Mont del Temple, una de les portes de Jerusalem, a Jerusalem Oriental.
L'atac
Els tres atacants eren ciutadans àrabs israelians d'Umm al-Fahm, Mohammed Ahmed Mafdal Jabrin i Mohammed Hamed Abed Eltif Jabrin, de 19 anys, i Mohammed Ahmed Mohammed Jabrin, de 29. Dos dels atacants van publicar imatges seves davant la mesquita d'Al-Aqsa a Facebook hores abans de l'atac amb el títol "el somriure de demà serà més ampli" i "elogiar a Al·là i prou". Els atacants van amagar les armes utilitzades durant l'atac a la plaça de la muntanya del Temple alguns dies abans de l'atac, durant l'assistència d'un membre del Waqf, la institució religiosa que administra el lloc.
Els homes armats amb fusells i pistola, van abandonar el Mont del Temple i es van dirigir a un control policial a la Porta dels Lleons i van obrir foc contra els policies de la frontera israeliana. Els tres atacants, seguidament, van tornar a entrar a la plaça i van ser disparats a mort per a policia israeliana. Un dels atacants que es creia mort, es va aixecar i va intentar, sense èxit, atacar als agents de la policia. Dos policies israelians van resultar morts i altres dos van resultar ferits.
L'atac va coincidir amb l'assassinat d'un jove palestí durant una incursió israeliana al campament de refugiats de Duheisha, prop de Betlem (Cisjordània), i 2 palestins més, d'entre 17 i 21 anys, en una altra incursió israeliana al campament de refugiats de Jenin i les xifres de víctimes palestines van desencadenar xocs amb forces israelianes durant el període del 4 de juliol fins al juliol El dia 17, tres dies després de l'incident d'Al-Aqsa, va arribar a 102, incloent nou fills.

## Desenvolupament
Arran de l'atac del dia 14, les autoritats israelianes van decidir tancar el complex del Mont del Temple, lloc de culte i disputa tant per musulmans com jueus, i per primera vegada en anys es van cancel·lar les oracions del divendres a la mesquita d'Al-Aqsa, la tercera mesquita més important de l'islam. La ciutat vella de Jerusalem també va ser tancada al trànsit. La policia israeliana, que va assaltar el Mont del Temple, controlat per les forces de seguretat jordanes, va afirmar haver trobat més armes dins el recint, incloent fusells, ganivets, cadenes i armes cos a cos.
Com a resposta al tancament, Muhammad Ahmad Hussein, el Muftí de Jerusalem, va demanar als musulmans que sortissin d'Al-Aqsa i celebressin les oracions de divendres allà on les forces de seguretat els prohibien el pas. Com a conseqüència d'aquesta crida, el gran Muftí va ser detingut per oficials de seguretat israelians.
Diverses hores després de l'atac, es va celebrar un enterrament i funeral simbòlic sense la presència del cos a la mesquita d'Al-Porkan, pels atacants a Umm al-Fahm, amb centenars d'assistents.
El 16 de juliol, les autoritats israelianes van tornar a obrir el Mont del Temple, després de col·locar detectors de metalls a les entrades del recinte i càmeres de seguretat fora, una acció que el Waqf va criticar durament, i el principal detonant del conflicte a Jerusalem dels següents dies. El Waqf va demanar als seus seguidors que protestessin fora del complex en lloc d'entrar-hi. Unes 200 persones van seguir aquesta crida. Els enfrontaments van esclatar fora del recinte durant les manifestacions, després que un grup de palestins intentessin entrar amb un taüt que contenia un cos.
Durant la nit del dia 17 va haver-hi més enfrontaments entre grups de palestins i les forces de seguretat israelianes. Aquell mateix dia, Fatah va convocar per a l'endemà, el dia 18, el "dia de ràbia" en protesta per les noves mesures de seguretat del complex religiós.

### Atac a Halamish
El dia 21 de juliol, un jove àrab palestí d'una ciutat propera a d'Halamish, també coneguda com a Neve Tzuf, armat amb un ganivet, va pujar a tanca de seguretat de la colònia jueva, va trencar una finestra d'una casa i va atacar una família que sopaven durant l'àpat del Sàbat. Va apunyalar i assassinar dos homes, un de 60 i un altre de 40 anys, una dona de 40 que va morir de les ferides en qüestió d'hores, així com ferir dues persones més. Un soldat israelià d'una casa propera va disparar l'atacant per una finestra i el va detenir.
L'autor va ser identificat per mitjans palestins com Omar Al-Abed al-Jalil, de 19 anys, de Kaubar, prop de Ramal·lah. Dues hores abans de l'atac, Omar va publicar a la seva pàgina de Facebook: "Aquestes són les meves últimes paraules". Durant l'atac, duia un Alcorà i una ampolla d'aigua.
Arran de l'atac, diversos ministres israelians han demanat l'aplicació de la pena de mort quan es processi l'atacant. El cas serà jutjat als tribunals militars, que poden sentenciar a la pena capital, però no ha utilitzada en sentència definitiva des del cas d'Adolf Eichmann l'any 1962.

### Escalada de tensió
El mateix dia 21, els enfrontaments entre manifestants palestins i les forces de seguretat d'Israel, tant a Jerusalem com a Ramal·lah, assaltada per tropes israelianes des de l'inici dels enfrontaments, van acabar amb l'assassinat de 6 palestins per ferides de bala. Arran de tota la problemàtica, el dia 21, el president palestí Mahmud Abbas va congelar les relacions diplomàtiques i de seguretat amb Israel, exigint la retirada dels detectors de metalls i recordant que "Jerusalem és la capital de Palestina".
La matinada de l'endemà, dia 22, l'exèrcit d'Israel va detenir fins 29 persones a Cisjordània, entre d'elles 9 líders de Hamàs. Addicionalment, l'ONU va anunciar que el Consell de Seguretat es reuniria el dia 24 per tal instar a rebaixar les tensions a ambdues parts.

### Incident a Amman
El 23 de juliol, es va produir un atac contra el subdirector de Seguretat de l'ambaixada israeliana a Amman, Jordània. Mohammed Jawawdeh, l'atacant, va ferir l'oficial israelià amb un tornavís i aquest va disparar i matar l'atacant. Un propietari jordà també va rebre un tret, en circumstàncies poc clares i més tard va morir. L'atacant, de 17 anys, era un treballador que anava a instal·lar mobles en un apartament llogat per l'ambaixada prop del recinte de l'ambaixador d'Israel.
La família Jawawdeh va exigir, manifestant-se a Amman, la pena de mort a l'oficial israelià, atenent les circumstàncies poc clares en les que va succeir l'incident. El pare de l'atacant el va descriure com un "màrtir", tot i no estar segur si el seu fill va realitzar l'atac o no.
Segons la investigació de la Direcció de Seguretat Pública de Jordània, l'adolescent jordà va atacar a l'oficial israelià i el va ferir, després d'una picabaralla verbal sobre la demora en entregar els mobles. L'oficial, llavors, va disparar.

### Crisi diplomàtica entre Jordània i Israel
Segons uns pelegrins ultraorodoxos jueus a la tomba d'Aaron a Jordània, un total de 20 persones del grup van ser retingudes per la policia sense poder sortir de l'hotel. El ministeri d'Afers Exteriors israelià els va comunicar que mantinguessin la calma davant la crisi diplomàtica entre ambdós països.
A més a més, Jordània es va negar a permetre l'evacuació del personal de l'ambaixada israeliana, que va provocar una crisi diplomàtica. Citant la Convenció de Viena sobre Relacions Diplomàtiques, Israel va rebutjar qualsevol investigació de l'oficial de seguretat. El personal de l'ambaixada israeliana, inclòs el guàrdia ferit, que no va ser traslladat a l'hospital, va romandre a l'interior de l'ambaixada, sense poder-ne sortir.

### Retirada dels detectors, enfrontaments posteriors i represa a la normalitat
La tarda de l'endemà, Jordània va permetre al personal de l'ambaixada, inclòs l'oficial de seguretat lesionat, tornar a Israel, segons analistes, en un intercanvi amb les autoritats israelianes que, al llarg de la nit entre els dies 24 i 25, eliminarien els detectors de metalls de l'entrada a l'Esplanada de les Mesquites de Jerusalem i serien substituïts per càmeres de vigilància d'alta tecnologia.
Tot i ja retirada dels detectos de metalls, ni el president palestí Mahmud Abbas, ni el Waqf ni la comunitat palestina de Jerusalem va acceptar canviar-les per càmeres de seguretat. L'activista de Jerusalem Jawad al-Siyam va sentenciar: "La gent estarà als carrers fins que Israel tot el que ha portat". Per la seva banda, Abbas va sentenciar que no reconduiria les relacions amb Israel i va unir-se als col·lectius que resaven als carrers circumdants a Al-Aqsa el dia 26 de juliol.
Finalment, la nit del 26 de juliol, Israel va retirar les càmeres de seguretat dels accesos al recinte i tant el Muftí de Jerusalem com Mahmmud Abbas van donar l'statu quo per restablert i el conflicte per acabat. L'última pregària al carrer va ésser al matí del dia 27 i a partir de llavors es van recuperar les oracions i pregàries dins la mesquita d'Al-Aqsa.